# Elecciones municipales de Chiclayo de 2018
Las elecciones municipales de Chiclayo de 2018 se llevaron a cabo el 7 de octubre de 2018 para elegir al alcalde y al Concejo Provincial de Chiclayo para el periodo 2019-2022. La elección se celebró simultáneamente con las elecciones regionales y municipales (provinciales y distritales) en todo el Perú.
Como resultado de esta elección, Marcos Gasco Arrobas, candidato del partido Podemos por el Progreso del Perú, resultó elegido con el 31.041% de votos y fue proclamado como el nuevo alcalde de la provincia de Chiclayo para el periodo municipal 2019-2022.

## Sistema electoral
La Municipalidad Provincial de Chiclayo es el órgano administrativo y de gobierno de la provincia de Chiclayo. Está compuesta por el alcalde y el Concejo Provincial.
La votación del alcalde y el concejo se realiza en base al sufragio universal, que comprende a todos los ciudadanos nacionales mayores de dieciocho años, empadronados y residentes en la provincia de Chiclayo y en pleno goce de sus derechos políticos, así como a los ciudadanos no nacionales residentes y empadronados en la provincia de Chiclayo. No hay reelección inmediata de alcaldes.
El Concejo Provincial de Chiclayo está compuesto por 15 regidores elegidos por sufragio directo para un período de cuatro (4) años, en forma conjunta con la elección del alcalde (quien lo preside). La votación es por lista cerrada y bloqueada. Se asigna a la lista ganadora los escaños según el método d'Hondt o la mitad más uno, lo que más le favorezca.

## Composición del Concejo Provincial de Chiclayo
La siguiente tabla muestra la composición del Concejo Provincial de Chiclayo antes de las elecciones.
| Partidos | Partidos                  | Regidores |
| -------- | ------------------------- | --------- |
|          | Alianza para el Progreso  | 9         |
|          | Partido Aprista Peruano   | 2         |
|          | Fuerza Popular            | 2         |
|          | Partido Humanista Peruano | 1         |
|          | Solidaridad Nacional      | 1         |

## Partidos y candidatos
A continuación se muestra una lista de los principales partidos y alianzas electorales que participaron en las elecciones:
| Candidatura | Candidatura | Partidos y alianzas                           | Candidatos | Candidatos                 | Ideología                                                          | Resultado previo | Resultado previo | Ref. |
| Candidatura | Candidatura | Partidos y alianzas                           | Candidatos | Candidatos                 | Ideología                                                          | Votos (%)        | Reg.             | Ref. |
| ----------- | ----------- | --------------------------------------------- | ---------- | -------------------------- | ------------------------------------------------------------------ | ---------------- | ---------------- | ---- |
|             | APP         | Lista - Alianza para el Progreso (APP)        |            | Rafael Aita Campodónico    | Liberalismo económico Conservadurismo liberal Populismo de derecha | 22.20%           | 9                |      |
|             | FP          | Lista - Fuerza Popular (FP)                   |            | Jaime Contreras Rivas      | Fujimorismo Conservadurismo social Populismo de derecha            | 18.04%           | 2                |      |
|             | PRL         | Lista - Primero Lambayeque (PRL)              |            | Óscar Maeda Asencio        | Regionalismo lambayecano                                           | 18.04%           | 2                |      |
|             | JP          | Lista - Juntos por el Perú (JP)               |            | Janet Cubas Carranza       | Socialismo democrático Progresismo Antifujimorismo                 | 11.87%           | 1                |      |
|             | SN          | Lista - Solidaridad Nacional (SN)             |            | José Gonzales Ramírez      | Conservadurismo liberal Liberalismo económico                      | 6.88%            | 1                |      |
|             | PPC         | Lista - Paritdo Popular Cristiano (PPC)       |            | Maribel Llamosa Quiroz     | Democracia cristiana Conservadurismo social Liberalismo económico  | 6.37%            | 0                |      |
|             | DD          | Lista - Democracia Directa (DD)               |            | José Gálvez Tineo          | Socialismo Nacionalismo de izquierda Ecologismo                    | 2.12%            | 0                |      |
|             | SP          | Lista - Somos Perú (SP)                       |            | Luis Romero Peña           | Democracia cristiana Conservadurismo social                        | Nuevo            | Nuevo            |      |
|             | TPP         | Lista - Todos por el Perú (TPP)               |            | Jorge Aspillaga Muñoz      | Liberalismo Humanismo Progresismo                                  | Nuevo            | Nuevo            |      |
|             | PPS         | Lista - Perú Patria Segura (PPS)              |            | Rodolfo Ramírez Gonzales   | Conservadurismo liberal Liberalismo económico                      | Nuevo            | Nuevo            |      |
|             | VP          | Lista - Vamos Perú (VP)                       |            | Adalberto Vizconde Linares | Populismo Socialdemocracia                                         | Nuevo            | Nuevo            |      |
|             | PN          | Lista - Perú Nación (PN)                      |            | Carlos Cabrejos Fernández  | Conservadurismo social Democracia cristiana                        | Nuevo            | Nuevo            |      |
|             | PL          | Lista - Perú Libertario (PL)                  |            | José Cayao Paico           | Socialismo del siglo XXI Marxismo-leninismo Mariateguismo          | Nuevo            | Nuevo            |      |
|             | PPK         | Lista - Peruanos Por el Kambio (PPK)          |            | Edgardo Llontop Ruiz       | Conservadurismo progresista Liberalismo económico                  | Nuevo            | Nuevo            |      |
|             | PP          | Lista - Podemos por el Progreso del Perú (PP) |            | Marcos Gasco Arrobas       | Conservadurismo social Populismo Nacionalismo                      | Nuevo            | Nuevo            |      |

## Sondeos de opinión
Las siguientes tablas enumeran las estimaciones de la intención de voto en orden cronológico inverso, mostrando las más recientes primero y utilizando las fechas en las que se realizó el trabajo de campo de la encuesta. Cuando se desconocen las fechas del trabajo de campo, se proporciona la fecha de publicación.
Leyenda:
     Sondeo realizado en el periodo de prohibición legal de la difusión de sondeos de intención de voto.

### Intención de voto
La siguiente tabla enumera las estimaciones ponderadas (sin incluir votos en blanco y nulos) de la intención de voto.
|                               |                |     |      |      |      |      |      |      |      |      |      |  |  |
| Elecciones regionales de 2018 | 7 oct 2018     | —   | 31.0 | 15.9 | 12.1 | 7.7  | 7.0  | 6.9  | 4.0  | 3.8  | 15.1 |  |  |
|                               |                |     |      |      |      |      |      |      |      |      |      |  |  |
| Ipsos Perú/América            | 7 oct 2018     | ?   | 33.6 | 12.5 | 13.3 | 8.1  | –    | –    | –    | –    | 20.3 |  |  |
| Ipsos Perú/América            | 7 oct 2018     | ?   | 34.0 | 12.9 | 11.4 | 9.7  | –    | –    | –    | –    | 21.1 |  |  |
| Decide Tú                     | 26–28 sep 2018 | ?   | 9.1  | 14.6 | 12.3 | 6.5  | 4.6  | 8.5  | 18.3 | 19.6 | 1.3  |  |  |
| Klambp                        | 23–25 sep 2018 | ?   | 19.4 | 14.4 | 19.2 | 7.1  | 15.1 | 5.5  | 4.9  | 7.6  | 0.2  |  |  |
| Tentativa                     | 20 sep 2018    | ?   | 39.3 | 13.8 | 17.8 | 3.0  | 5.7  | 6.5  | 1.2  | 4.2  | 21.5 |  |  |
| Decide Tú/La Verdad           | 10–12 sep 2018 | ?   | 14.6 | 18.3 | 12.1 | 6.5  | 4.6  | 8.5  | 17.1 | 9.1  | 1.2  |  |  |
| Global Data Consulting        | 7–10 sep 2018  | ?   | 20.8 | 14.4 | 17.1 | 5.2  | 5.9  | 4.9  | –    | 14.6 | 3.7  |  |  |
| Klambp                        | 6–9 sep 2018   | ?   | 18.4 | 14.6 | 18.0 | 7.5  | 15.3 | 4.5  | 3.7  | 11.8 | 0.4  |  |  |
| Global Data Consulting        | 24–27 ago 2018 | ?   | 19.8 | 13.2 | 12.9 | 5.2  | 6.4  | 5.1  | –    | 18.4 | 1.4  |  |  |
| Decide Tú/La Verdad           | 24–26 ago 2018 | ?   | 17.6 | 17.2 | 7.0  | 9.1  | 5.6  | 6.3  | 10.2 | 13.2 | 0.4  |  |  |
| Klambp                        | 10–12 ago 2018 | ?   | 17.8 | 6.0  | 16.7 | 4.5  | 13.0 | 12.3 | 7.7  | 11.3 | 1.1  |  |  |
| Decide Tú/La Verdad           | 5–7 ago 2018   | ?   | 19.1 | 14.4 | 10.2 | 12.5 | 5.4  | 7.9  | 5.5  | 9.6  | 4.7  |  |  |
| Global Data Consulting        | 13–16 jul 2018 | ?   | 22.3 | 16.6 | 7.5  | 8.5  | 6.9  | –    | –    | 18.0 | 4.3  |  |  |
| Decide Tú/La Verdad           | 13–15 jul 2018 | ?   | 22.0 | 15.3 | 5.5  | 8.7  | 5.0  | 8.5  | –    | 13.2 | 7.3  |  |  |
| Klambp                        | 12–14 jul 2018 | ?   | 16.7 | 3.3  | 14.0 | 6.8  | 10.8 | 12.5 | 11.7 | 12.5 | 2.7  |  |  |
| Global Data Consulting        | 15–18 jun 2018 | ?   | 25.4 | 9.0  | 4.7  | 2.8  | 2.4  | –    | 5.7  | 18.5 | 6.9  |  |  |
| Klambp                        | 6–8 jun 2018   | ?   | 16.3 | 3.8  | 6.3  | –    | 8.7  | 0.8  | –    | 12.4 | 3.9  |  |  |
| Global Data Consulting        | 18–21 may 2018 | ?   | 23.1 | 7.7  | 4.9  | –    | 2.4  | –    | 5.9  | 18.2 | 4.9  |  |  |
| Global Data Consulting        | 17–20 abr 2018 | ?   | 24.7 | –    | 5.5  | 3.2  | –    | –    | –    | 15.0 | 9.7  |  |  |
| Klambp                        | 6–8 abr 2018   | ?   | 16.0 | –    | 5.9  | –    | 5.6  | –    | –    | 12.6 | 3.4  |  |  |
| Grupo Tendencias              | 27–31 mar 2018 | 938 | 29.6 | –    | –    | 5.5  | –    | –    | 0.3  | –    | 24.1 |  |  |
| Global Data Consulting        | 26–28 mar 2018 | ?   | 25.2 | –    | –    | 2.5  | –    | –    | 5.2  | 13.2 | 12.0 |  |  |
| Klambp                        | 16–18 feb 2018 | ?   | 14.0 | –    | –    | –    | –    | –    | –    | 10.5 | 3.5  |  |  |

### Preferencias de voto
La siguiente tabla enumera las preferencias de voto en bruto (incluyendo blancos, viciados y sin respuesta) y no ponderadas.
| Encuestadora/Medio             | Fecha          | Muestra | Marcos Gasco | Rafael Aita | Janet Cubas | Óscar Maeda | Luis Romero | Jaime Contreras | José Gálvez | José Gonzales | B/V  | NS/NO | Dif. |  |  |  |
| ------------------------------ | -------------- | ------- | ------------ | ----------- | ----------- | ----------- | ----------- | --------------- | ----------- | ------------- | ---- | ----- | ---- |  |  |  |
| Encuestadora/Medio             | Fecha          | Muestra |              |             |             |             |             |                 |             |               |      |       |      |  |  |  |
| Elecciones municipales de 2018 | 7 oct 2018     | —       | 23.7         | 12.1        | 9.2         | 5.8         | 5.4         | 5.2             | 3.0         | 2.9           | 23.8 | –     | 11.6 |  |  |  |
|                                |                |         |              |             |             |             |             |                 |             |               |      |       |      |  |  |  |
| Decide Tú                      | 26–28 sep 2018 | ?       | 7.3          | 11.7        | 9.9         | 5.2         | 3.7         | 6.8             | 14.7        | 15.7          | –    | 19.8  | 1.0  |  |  |  |
| Klambp                         | 23–25 sep 2018 | ?       | 17.5         | 13.0        | 17.3        | 6.4         | 13.6        | 5.0             | 4.4         | 6.9           | –    | 9.8   | 0.2  |  |  |  |
| Tentativa                      | 20 sep 2018    | ?       | 25.8         | 9.1         | 11.7        | 2.0         | 3.7         | 4.3             | 0.8         | 2.7           | 34.4 | –     | 14.1 |  |  |  |
| Decide Tú/La Verdad            | 10–12 sep 2018 | ?       | 11.7         | 14.7        | 9.7         | 5.2         | 3.7         | 6.8             | 13.7        | 7.3           | –    | 19.8  | 1.0  |  |  |  |
| Global Data Consulting         | 7–10 sep 2018  | ?       | 17.5         | 12.1        | 14.4        | 4.4         | 5.0         | 4.1             | –           | 12.3          | –    | 15.7  | 3.1  |  |  |  |
| Klambp                         | 6–9 sep 2018   | ?       | 16.5         | 13.1        | 16.1        | 6.7         | 13.7        | 4.0             | 3.3         | 10.6          | –    | 10.5  | 0.4  |  |  |  |
| Global Data Consulting         | 24–27 ago 2018 | ?       | 15.5         | 10.3        | 10.1        | 4.1         | 5.0         | 4.0             | –           | 14.4          | –    | 21.9  | 1.1  |  |  |  |
| Decide Tú/La Verdad            | 24–26 ago 2018 | ?       | 13.2         | 12.9        | 5.2         | 6.8         | 4.2         | 4.7             | 7.6         | 9.9           | –    | 25.2  | 0.3  |  |  |  |
| Klambp                         | 10–12 ago 2018 | ?       | 16.1         | 5.4         | 15.1        | 4.1         | 11.8        | 11.1            | 7.0         | 10.2          | –    | 9.5   | 1.0  |  |  |  |
| Decide Tú/La Verdad            | 5–7 ago 2018   | ?       | 13.8         | 10.4        | 7.4         | 9.0         | 3.9         | 5.7             | 4.0         | 6.9           | –    | 27.8  | 3.8  |  |  |  |
| Global Data Consulting         | 13–16 jul 2018 | ?       | 15.2         | 11.3        | 5.1         | 5.8         | 4.7         | –               | –           | 12.3          | –    | 31.8  | 2.9  |  |  |  |
| Decide Tú/La Verdad            | 13–15 jul 2018 | ?       | 13.2         | 9.2         | 3.3         | 5.2         | 3.0         | 5.1             | –           | 7.9           | –    | 40.0  | 4.0  |  |  |  |
| Klambp                         | 12–14 jul 2018 | ?       | 15.5         | 3.1         | 13.0        | 6.3         | 10.0        | 11.6            | 10.8        | 11.6          | –    | 7.3   | 2.5  |  |  |  |
| Global Data Consulting         | 15–18 jun 2018 | ?       | 16.6         | 5.9         | 3.1         | 1.8         | 1.6         | –               | 3.7         | 12.1          | –    | 34.6  | 4.5  |  |  |  |
| Klambp                         | 6–8 jun 2018   | ?       | 15.1         | 3.5         | 5.8         | –           | 8.1         | 0.7             | –           | 11.5          | –    | 7.3   | 3.6  |  |  |  |
| Global Data Consulting         | 18–21 may 2018 | ?       | 14.2         | 4.7         | 3.0         | –           | 1.5         | –               | 3.6         | 11.2          | –    | 38.6  | 3.0  |  |  |  |
| Global Data Consulting         | 17–20 abr 2018 | ?       | 16.1         | –           | 3.6         | 2.1         | –           | –               | –           | 9.8           | –    | 34.8  | 6.3  |  |  |  |
| Klambp                         | 6–8 abr 2018   | ?       | 14.0         | –           | 5.2         | –           | 4.9         | –               | –           | 11.0          | 5.8  | 6.7   | 3.0  |  |  |  |
| Grupo Tendencias               | 27–31 mar 2018 | 938     | 18.3         | –           | –           | 3.4         | –           | –               | 0.2         | –             | –    | 38.2  | 14.9 |  |  |  |
| Global Data Consulting         | 26–28 mar 2018 | ?       | 15.9         | –           | –           | 1.6         | –           | –               | 3.3         | 8.3           | –    | 36.9  | 7.6  |  |  |  |
| Klambp                         | 16–18 feb 2018 | ?       | 10.2         | –           | –           | –           | –           | –               | –           | 7.7           | 11.6 | 15.4  | 2.5  |  |  |  |

## Resultados

### Sumario general
| |                                       |              |              |              |           |           |  |  |
| Partidos y coaliciones                                                                                      | Partidos y coaliciones                | Voto popular | Voto popular | Voto popular | Regidores | Regidores |  |  |
| Partidos y coaliciones                                                                                      | Partidos y coaliciones                | Votos        | %            | ±pp          | Total     | +/−       |  |  |
| | Podemos por el Progreso del Perú (PP) | 122,637      | 31.04        | Nuevo        | 9         | +9        |  |  |
| | Alianza para el Progreso (APP)        | 62,838       | 15.90        | –6.30        | 2         | –7        |  |  |
| | Juntos por el Perú (JP)1              | 47,857       | 12.11        | +0.24        | 1         | ±0        |  |  |
| | Primero Lambayeque (PRL)              | 30,297       | 7.67         | Nuevo        | 1         | +1        |  |  |
| | Somos Perú (SP)                       | 27,748       | 7.02         | n/a          | 1         | +1        |  |  |
| | Fuerza Popular (FP)                   | 27,130       | 6.87         | n/a          | 1         | –1        |  |  |
| | Democracia Directa (DD)               | 15,618       | 3.95         | +1.83        | 0         | ±0        |  |  |
| | Solidaridad Nacional (SN)             | 15,143       | 3.83         | –3.05        | 0         | –1        |  |  |
| | Todos por el Perú (TPP)               | 9,233        | 2.34         | Nuevo        | 0         | ±0        |  |  |
| | Partido Popular Cristiano (PPC)       | 8,706        | 2.20         | –4.17        | 0         | ±0        |  |  |
| | Perú Libertario (PL)                  | 8,148        | 2.06         | Nuevo        | 0         | ±0        |  |  |
| | Perú Nación (PN)                      | 6,986        | 1.77         | Nuevo        | 0         | ±0        |  |  |
| | Peruanos Por el Kambio (PPK)          | 4,547        | 1.15         | Nuevo        | 0         | ±0        |  |  |
| | Vamos Perú (VP)                       | 4,112        | 1.04         | Nuevo        | 0         | ±0        |  |  |
| | Perú Patria Segura (PPS)              | 4,087        | 1.03         | Nuevo        | 0         | ±0        |  |  |
| |                                       |              |              |              |           |           |  |  |
| Total | Total                                 | 395,087      |              |              | 15        | ±0        |  |  |
| |                                       |              |              |              |           |           |  |  |
| Votos válidos                                                                                               | Votos válidos                         | 395,087      | 76.23        | –8.70        |           |           |  |  |
| Votos en blanco                                                                                             | Votos en blanco                       | 61,686       | 11.90        | +3.94        |           |           |  |  |
| Votos nulos                                                                                                 | Votos nulos                           | 61,486       | 11.86        | +4.75        |           |           |  |  |
| Votos emitidos                                                                                              | Votos emitidos                        | 518,259      | 80.01        | –3.55        |           |           |  |  |
| Abstenciones                                                                                                | Abstenciones                          | 129,484      | 19.99        | +3.55        |           |           |  |  |
| Votantes registrados                                                                                        | Votantes registrados                  | 647,743      |              |              |           |           |  |  |
| |                                       |              |              |              |           |           |  |  |
| Fuente: |                                       |              |              |              |           |           |  |  |
| Notas al pie: 1 Comparado con los resultados del Partido Humanista Peruano (PHP) en las elecciones de 2014. |                                       |              |              |              |           |           |  |  |
| Notas al pie:                                                                                               |                                       |              |              |              |           |           |  |  |
| 1 Comparado con los resultados del Partido Humanista Peruano (PHP) en las elecciones de 2014.               |                                       |              |              |              |           |           |  |  |

### Concejo Provincial de Chiclayo
| Cargo                           | Autoridad electa            | Partido político | Partido político                 |
| ------------------------------- | --------------------------- | ---------------- | -------------------------------- |
| Alcalde Provincial de Chiclayo  | Marcos Gasco Arrobas        |                  | Podemos por el Progreso del Perú |
| Regidor Provincial de Chiclayo  | Junior Vásquez Torres       |                  | Podemos por el Progreso del Perú |
| Regidora Provincial de Chiclayo | Felipa Orosco Nunton        |                  | Podemos por el Progreso del Perú |
| Regidor Provincial de Chiclayo  | Ricardo Lara Doig           |                  | Podemos por el Progreso del Perú |
| Regidor Provincial de Chiclayo  | Marino Olivera Cruzado      |                  | Podemos por el Progreso del Perú |
| Regidor Provincial de Chiclayo  | Pedro Ubillus Falla         |                  | Podemos por el Progreso del Perú |
| Regidora Provincial de Chiclayo | Lucy Villegas Campos        |                  | Podemos por el Progreso del Perú |
| Regidor Provincial de Chiclayo  | Carlos Montenegros Gonzáles |                  | Podemos por el Progreso del Perú |
| Regidor Provincial de Chiclayo  | Javier Montegro Cabrera     |                  | Podemos por el Progreso del Perú |
| Regidora Provincial de Chiclayo | María Berna Cleghorn        |                  | Podemos por el Progreso del Perú |
| Regidor Provincial de Chiclayo  | Randy Vegas Díaz            |                  | Alianza para el Progreso         |
| Regidor Provincial de Chiclayo  | Percy Espinoza Gonzáles     |                  | Alianza para el Progreso         |
| Regidor Provincial de Chiclayo  | Jony Piana Ramírez          |                  | Juntos por el Perú               |
| Regidor Provincial de Chiclayo  | José Nakamine Kobashigawa   |                  | Primero Lambayeque               |
| Regidor Provincial de Chiclayo  | Andrés Puell Varas          |                  | Somos Perú                       |
| Regidor Provincial de Chiclayo  | Andrés Calderón Purihuamán  |                  | Fuerza Popular                   |

## Elecciones municipales distritales

### Resultados por distrito
La siguiente tabla enumera el control de los distritos de la provincia de Chiclayo. El cambio de mando de una organización política se resalta del color de ese partido.
| Distrito            | Alcalde(sa) titular       | Partido político | Partido político          | Alcalde(sa) electo(a)    | Partido político | Partido político                 |
| ------------------- | ------------------------- | ---------------- | ------------------------- | ------------------------ | ---------------- | -------------------------------- |
| Cayaltí             | Juan Tafur Escobar        |                  | Partido Aprista Peruano   | José Chamaya Alva        |                  | Podemos por el Progreso del Perú |
| Chongoyape          | Agustín Lozano Saavedra   |                  | Alianza para el Progreso  | Roger Santa Cruz Flores  |                  | Partido Aprista Peruano          |
| Eten                | José Puican Zarpán        |                  | ATIN                      | Nilton Chafloque Córdova |                  | Alianza para el Progreso         |
| Eten Puerto         | Mario Pasco Rentería      |                  | Partido Humanista Peruano | Ewerd Díaz Periche       |                  | Solidaridad Nacional             |
| José Leonardo Ortiz | Epifanio Cubas Coronado   |                  | Solidaridad Nacional      | Wilder Guevara Díaz      |                  | Podemos por el Progreso del Perú |
| La Victoria         | Anselmo Lozano Centurión  |                  | Fuerza Popular            | Raúl Olivera Morales     |                  | Podemos por el Progreso del Perú |
| Lagunas             | Segundo Castillo Espinoza |                  | Alianza para el Progreso  | Carlos Fernández Cacho   |                  | Somos Perú                       |
| Monsefú             | Miguel Bartra Grosso      |                  | Alianza para el Progreso  | Manuel Pisfíl Míñope     |                  | Partido Aprista Peruano          |
| Nueva Arica         | Silmer Rodas Valle        |                  | Alianza para el Progreso  | Dani Chamay Ramírez      |                  | Fuerza Popular                   |
| Oyotún              | Alan Ugaz Quiroz          |                  | Partido Aprista Peruano   | Luis Chávez Becerra      |                  | Acción Popular                   |
| Pátapo              | Juan Ramos Díaz           |                  | Partido Aprista Peruano   | Juan Guevara Torres      |                  | Alianza para el Progreso         |
| Picsi               | Juan Casiano Díaz         |                  | Fuerza Picsi              | Carlos Sánchez Medina    |                  | Juntos por el Perú               |
| Pimentel            | José Gonzales Ramírez     |                  | RAÍCES                    | César Jacinto Purizaca   |                  | Podemos por el Progreso del Perú |
| Pomalca             | Miguel Segura Clavo       |                  | Alianza para el Progreso  | Julio Lazo Pomares       |                  | Partido Aprista Peruano          |
| Pucalá              | Pascual Sánchez Sánchez   |                  | Restauración Nacional     | Álvaro Vásquez Benavides |                  | Podemos por el Progreso del Perú |
| Reque               | Junior Vásquez Torres     |                  | Unidad Vecinal por Reque  | Julio Huerta Ciurlizza   |                  | Alianza para el Progreso         |
| Santa Rosa          | William Merino Chavesta   |                  | Alianza para el Progreso  | Augusto Sipión Barrios   |                  | Siempre Unidos                   |
| Saña                | Marco Hernández Briones   |                  | Partido Aprista Peruano   | Luis Urbina Andonaire    |                  | Alianza para el Progreso         |
| Tumán               | Rolando Barboza Díaz      |                  | Solidaridad Nacional      | Ruperto Ipanaqué Zapata  |                  | Democracia Directa               |